# Amboherpia dolicopharyngeata
Amboherpia dolicopharyngeata is een Solenogastressoort uit de familie van de Acanthomeniidae. De wetenschappelijke naam van de soort is voor het eerst geldig gepubliceerd in 2008 door Gil-Mansilla, Garcia-Alvarez & Urgorri.